# Pemphredon baltica
Pemphredon baltica (лат.) — вид песочных ос рода Pemphredon из подсемейства Pemphredoninae (Crabronidae).

## Распространение
Европа, Канада, США.

## Описание
Мелкая оса, длина менее 1 см (от 6 до 9,5 мм), чёрного цвета. Отличается тем, что у него возвратная жилка переднего крыла постфуркальная, проподеум по краям сетчатый, а проподеальная основа широкая и гладкая или широкая с тонкими поперечными бороздками. Самка baltica отличается от lugubris наличием широкой пигидиальной пластинки, а мезоплеврон впереди среднего тазика без поперечной исчерченности. Самец baltica отличается от lugubris вздутыми члениками жгутиками (III) IV—VII.
Передние крылья с 1 субдискоидальной и 2 дискоидальными ячейками. Птеростигма мелкая, субмаргинальная ячейка крупнее её. Усики самца 13-члениковые, самки — 12-члениковые. Нижнечелюстные щупики состоят из 6 члеников, а нижнегубные — из 4. Pemphredon охотятся на равнокрылых (Homoptera), в основном, из семейства настоящие тли.